# 시르한 시르한
시르한 비샤라 시르한(아랍어: سرحان بشارة سرحان, 영어: Sirhan Bishara Sirhan, 1944년 3월 19일 ~ )은 1968년 6월 5일 로스앤젤레스에 있는 앰버서더 호텔에서 로버트 F. 케네디를 암살한 팔레스타인과 요르단 국적의 범죄인이다. 그는 재판에서 사형 선고를 받았으나 캘리포니아주가 사형을 위헌으로 선언한 이후 종신형으로 변경되었다. 로버트 F. 케네디 주니어는 시르한의 단독 범행을 믿지 않는다고 주장하였다.

## 어린 시절
시르한 비샤라 시르한은 1944년 3월 19일 영국 위임통치령 팔레스타인 예루살렘에서 아랍인 기독교 집안에게 태어났다. 그의 어린 시절은 1948년 이스라엘 공화국의 탄생을 둘러싼 아랍-이스라엘간 폭력에 의하여 얼룩졌다. 그의 형은 이스라엘군의 발포를 피해 후퇴하던 요르단군 군용 차량에 치여 사망했다. 그의 부친 비샤라는 무직이였고, 시르하를 가혹하게 체벌하곤 했다.
시르한의 가족은 1957년 미국으로 이민을 떠나 시르한이 12살이 되었을 때, 로스앤젤레스의 외곽 패서디나에 정착하였다. 멀지 않은 후에 비샤라는 가족을 버려두고 요르단으로 귀국하였다.
뜨내기 일꾼의 일련에 자신이 들어간 점에 시르한은 1963년 졸업하기 전에 학교에서 분투하였다. 그의 꿈은 기수가 되는 것이었다. 겨우 신장 5 피트와 115 파운드 만의 체중의 그는 알맞은 구조를 가졌으나 격렬한 훈련에 불구하고 그는 부족한 경마자로 증명되었다. 1966년 훈련 개회 동안 그는 자신의 승마로부터 던져지면서 의식을 잃어 시작되기도 전에 자신의 경력을 끝냈다.

## "케네디는 죽어야 한다"
가족과 친구들은 후에 시르한이 그의 진탕에 이어 노여움에 더욱 경향이 있던 것을 주목하였다. 그는 전혀 정치적이지 않아왔으나 1967년의 말기에 그는 그해의 6월 아랍-이스라엘 분쟁과 제3차 중동 전쟁과 함께 사로잡히게 되었다.
조사자들에 의하여 찾아진 노트북들은 로버트 F. 케네디 상원의 이스라엘을 위한 성원에 시르한이 응시한 것을 보인 것으로 보였다. 1968년 5월 선거 운동 연설에서 케네디가 만약 자신이 선출되었다면 이스라엘에 50대의 전투기들을 보내는 것을 약속한 후, 시르한은 제3차 중동 전쟁의 1주년인 6월 5일 전에 "케네디는 죽어야 한다"고 노트북에 썼다.

## 로버트 케네디 암살 사건
케네디는 주의 민주당 예비 선거를 위하여 1968년 6월 4일의 밤 로스앤젤레스에 있을 것으로 예정되었다.
시르한은 사격장에서 하루의 일부를 보내 자신의 .22 구경 아이버존슨 커뎃 연발총과 연습하였다. 저녁에 그는 앰버서더 호텔을 범행 목적으로 미리 살펴두기 시작하여 케네디가 자신의 승리 연설을 할 무도실 뒤에 있는 키친을 통하여 지나갈 것을 빠르게 평가하였다. 시르한은 자신을 키친의 모퉁이에 감추고 기다렸다.
6월 5일 밤 12시 15분 경에 케네디와 그의 측근자들이 키친으로 들어가 직원에게 인사하기 시작하였다. 시르한은 걸어나와 케네디에게 머리에 1발, 그리고 등에 2발을 쏘았다.
자신이 방관자들에 의하여 붙잡히기 전에 시르한은 자신의 총을 비워냈으며, 자동차 근로자 연합의 관공리 폴 슈레이드, ABC 뉴스의 단위 담당자 윌리엄 와이즐, 리포터 아이러 골드스타인, 선거 운동의 임의 행위자 어윈 스톨과 케네디의 팬 엘리자베스 에번스에 충돌하였다. 5명은 전부 살아났다.
케네디는 굿새머리턴 병원 가까이 긴급 수술로 급행되었으나 그의 뇌에 손해는 너무 비쌌다. 6월 6일 26 시간 후에 새벽 1시 44분 그는 사망하였다.

## 여파와 재판
시르한은 현장에서 체포되어 발포에 자백하였다. 결과에 아닌 그의 유죄와 함께 그의 변호 팀은 24세의 청년에게 사형을 면하게 하려고 한 항변 동의서에 검사들과 일하였다.
판사 허버트 워커는 항변 취급을 거절하였다. 리 하비 오스월드는 1963년 존 F. 케네디 대통령의 살인을 위하여 재판에 설수 있기 전에 살해되어 암살을 둘러싼 사건들에 관한 의심들을 뿌렸다. 그는 시르한이 배심원에 의한 재판을 향해야 한다고 결심되었다.
재판은 1969년 2월 12일부터 4월 23일까지 계속되었고, 시란의 기괴한 행동과 빈번한 분격에 의하여 완전히 특색을 이루었다. 한 요점에서 그는 워커에게 그의 검사들을 물러나게 하고 자신의 유죄 항변을 받아들이는 것을 요구하였다.
워커는 "당신은 형벌에 관하여 무엇을 하고 싶습니까?"라고 물었다.
시르한은 "난 교수형에 처해지는 데 의문하고 싶습니다."라고 답하였다.
워커는 요청을 부인하였다.
결말에 시르한과 그의 변호 팀은 둘다 그가 격노의 적합들과 기억의 착오들로 경향이 있는 정신 장애가 있는 청년이었다는 것을 보였다. 기소는 그가 살인의 계획을 세우고 실행할 능력이 있었다는 것을 보였다. 배심원은 그에게 유죄를 주장하여 그에게 사형 선고를 내렸다.

## 옥중에서
시르한은 교수형을 기다리는 데 샌퀜틴주립교도소로 끌려갔으나 그의 선고로 들어가는 2년 적게 캘리포니아주 대법원은 사형은 비헌법적이라고 선언하였고 그의 선고는 종신형으로 변경되었다.
지난 46년 동안 시르한은 암살 사건의 밤에 자신이 술에 취하여 자신이 무엇을 하고 있었는지 분명히 파악하지 않았으며, 살인을 저지르는 데 다른이들에 의하여 세뇌되어 왔고, 그리고 자신이 최면 상태의 영향력 아래 활동하고 있었다고 주장하였다. 그의 법정 팀은 자신들이 말한 것이 그가 음모의 희생자였다는 증거를 시험하는 데 그에게 새로운 재판을 얻지 못해왔다. 그는 또한 다수의 시간보다 더욱 많이 가석방이 거절되어 오기도 했다.
2013년 이래 시르한은 샌디에이고 카운티에 있는 리처드 J. 도너번 교도소에서 수용되어 왔다. 그는 2017년의 크리스마스 경에 자신의 부친이 살해된 밤에 시르한이 홀로 실행하지 않은 것으로 오랫동안 믿어온 로버트 F. 케네디 주니어에 의하여 방문되었다. 로버트 주니어는 "나는 잘못된 사람이 아마 나의 부친을 살해한 것에 유죄가 입증된 것 같은 것에 불안하였습니다."며 "나의 부친은 이 나라에서 최고 법률 집행관이었습니다. 나는 만약 어떤이가 자신들이 저지르지 않은 범죄로 감옥에 놓인다면 그를 불안하게 할 것이라고 생각합니다."라고 리포터들에게 말하였다.

## 같이 보기
- 바비 (2006년 영화)